# بلوش
البلوش أو البلوج (بالبلوشيَّة: بلۏچ) هم مجموعة عرقيَّة من الشعوب الإيرانيَّة، موطنهم الأصلي هو منطقة بلوشستان في جنوب وغرب آسيا التي تشمل دول باكستان وإيران وأفغانستان، حيث يتراوح عددهم حسب بعض التقديرات الغير رسميَّة من 5 إلى 10 ملايين نسمة. هناك أيضاً مجتمعات من الشتات البلوشي نزحت باتجاه المناطق المُجاورة، حيث تقيم في كلاً من آسيا الوسطى وشرق شبه الجزيرة العربية.
لقد كان استيعاب القبائل غير البلوشية في النظام القبلي البلوشي، ظاهرة رئيسية عبر تاريخ الشعب البلوشي، واليوم هناك عدد كبير من السكان البلوش لديهم أصول متنوعة. غالبية البلوش يقيمون داخل باكستان، حوالي 50% من إجمالي البلوش فيها يعيشون في مقاطعة بلوشستان الباكستانية، بينما يستقر 40% في ولاية السند، ويقيم عدد كبير وإن كان أقل في ولاية البنجاب الباكستانية، وهم يشكلون ما يقارب من 3.6% من إجمالي سكان باكستان، وحوالي 2% من سكان كل من إيران وأفغانستان.
في عام 1947 أعلن البلوش دولتهم المستقلة إثر الانسحاب البريطاني من الهند، برئاسة خان كلات، أحمد يار خان، وجرت انتخابات نيابية، وشكّل القوميون البلوش الحكومة، ولكن هذه الدولة المستقلة لم تستمر سوى ثمانية أشهر، وقامت باكستان بضم الأراضي البلوشية إليها وبموافقة جدلية للخان البلوشي الذي كان بمثابة حاكم البلوش مير أحمد يار خان. وفي عام 1970 في باكستان، تم إعلان إقليم بلوشستان كإقليم منفصل له حكومته وبرلمانه، وأُجريت انتخابات وهيمن القوميون البلوش على غالبية البرلمان الإقليمي لمنطقة بلوشستان.

## أصل التسمية
الأصل الدقيق لكلمة "البلوش" غير واضح، وفقاً للمؤرخ البلوشي نصير دشتي (2012)، فإن اسم المجموعة العرقية مشتق من سكّان تاريخيين يُدعون "بالاشيك" الذين يعيشون في بالاساجان، بين بحر قزوين وبحيرة وان في تركيا وأذربيجان الحالية، والذين يُعتقد أنهم هاجروا إلى بلوشستان خلال فترة البلوش من العصر الساساني. ويقال إن بقايا الاسم الأصلي مثل "بالوشك" و"بالوشيكي" لا تزال تستخدم كأسماء عرقية في بلوشستان.
يقترح بعض الكتاب الآخرين اشتقاقًا من الكلمات السنسكريتية بال، والتي تعني القوة، وأوش التي تعني عالياً أو رائعاً. قد تكون أقدم إشارة سنسكريتية إلى البلوش هي نقش قاليور لحاكم غورجارا براتيهارا ميهيرا بهوجا (حكم من 836 إلى 885)، والذي يقول أن مؤسس السلالة ناجاباتا الأول صد جيشاً قوياً من فالاتشا مليتشاس، والذي يُترجم إلى "الأجانب البلوش"، والجيش المعني هو جيش الخلافة الأمويَّة بعد فتح السند.

## الأصل

### الأصل العرقي
البلوش، هم قبائل ومجموعات قوميَّة مُتنوعة من الشُّعوب الإيرانية، حيث تظهر الدراسات في مجال الأنثروبولوجيا الفيزيائيَّة علاقة البلوش من حيث الشَّكل وحجم الجمجمة والأنواع وشكل ولون العيون والشعر بالسُّلالة الهنديَّة الإيرانيَّة في الهضبة الإيرانية، ومما يُؤكد ذلك هو أن اللغة البلوشيَّة تعود للغات الإيرانيَّة.
كما يوجد نظريات أخرى حول نسبهم ومنها:
- نمرود بن كوش بن حام بن النبيّ نوح.[26]
- بلوش بن مكران بن سام بن نوح.[بحاجة لمصدر]
- الملك الآشوري بيلوس.[بحاجة لمصدر]
- قبيلة بلي القحطانيَّة العربيَّة.[بحاجة لمصدر]

### علم الوراثة
تنتمي معظم العيَّنات التي أجراها أشخاص من البلوش إلى السُّلالة R1a، وتُعتبر المجموعة الحيوية الأبوية الأكثر شيوعًا، في حين أن السُّلالة L هي المجموعة الحيوية الأبوية الأكثر شيوعًا في مكران.[بحاجة لمصدر]

## اللغة

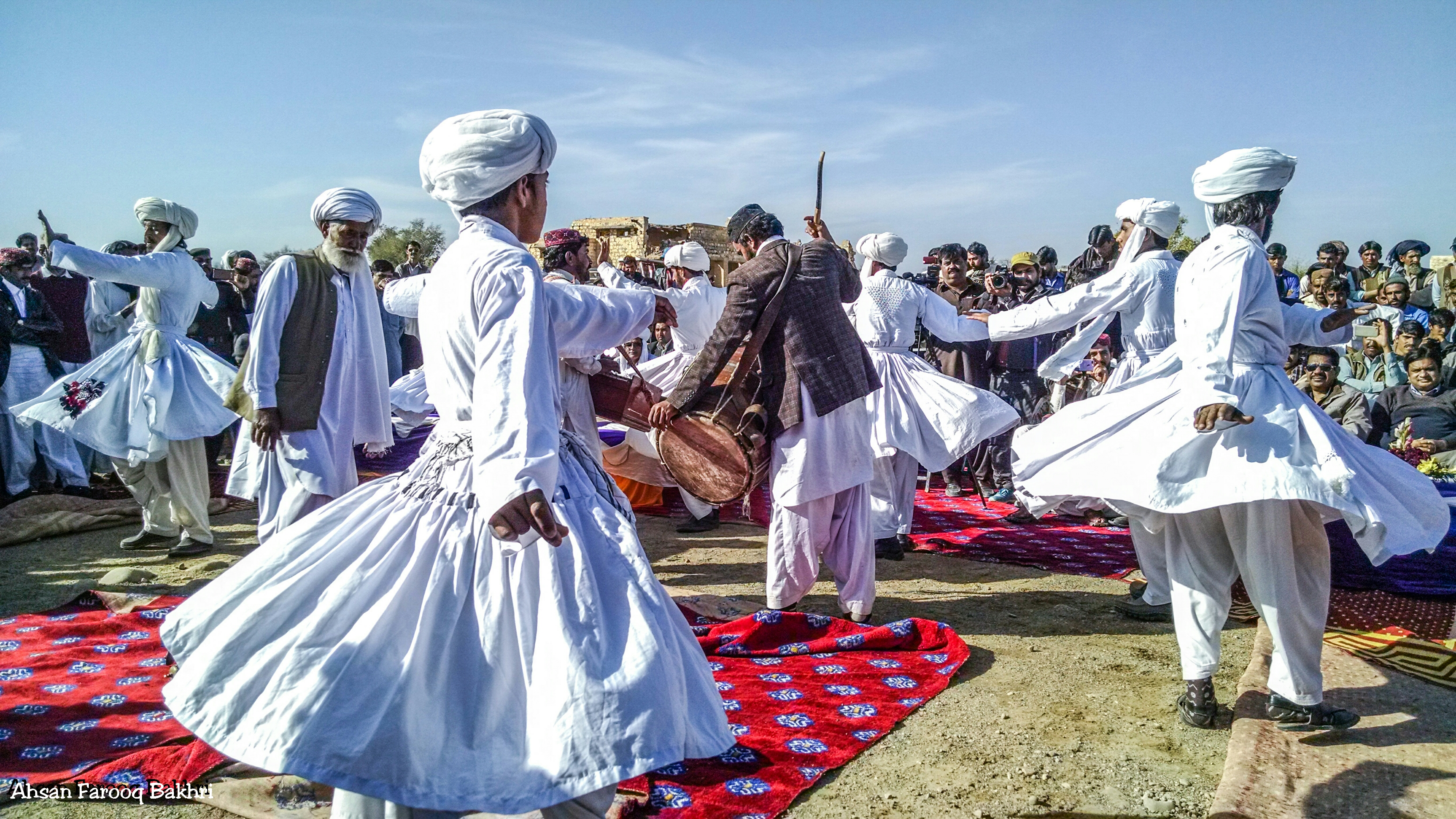
رجال بلوش يقومون بتأدية رقصة تقليديَّة

اللغة الأم للبلوش هي اللغة البلوشية المتفرعة من اللغات الإيرانية، وتتعدد لهجات البلوش بشكل عام القاطنين في وسط سلاسل جبال سليمان يتكلمون بلهجة مختلفة كل الاختلاف عن لهجة البلوش الشرقيين والبلوش الغربيين.

## الدين

مناطق تواجد البلوش باللون الوردي

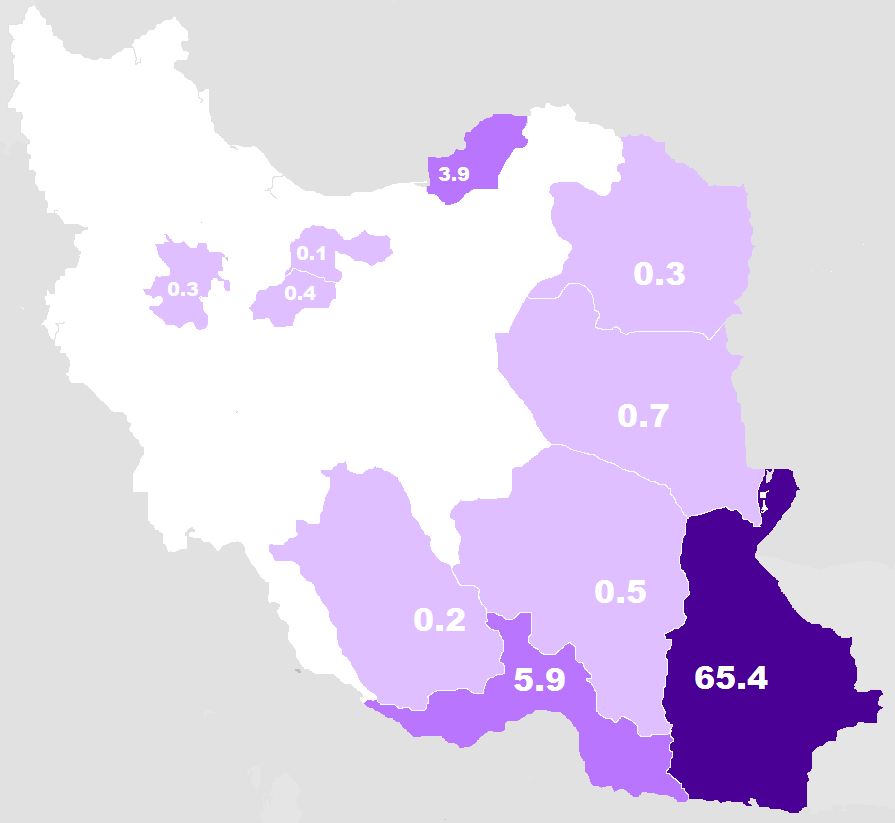
خريطة المحافظات التي يسكنها البلوش في إيران، وفقًا لاستطلاع عام 2010، فأغلبهم يسكنون في محافظات شرق إيران.

يُدين معظم البلوش بدين الإسلام، وتحديدًا في مذهب أهل السنة والجماعة، على الفقه الحنفي. ويُشاع لدى الأحناف انتمائهم إلى مسالك فكريَّة صوفيَّة مثل الدُّيوبنديَّة، والبريلويَّة. كما أن بعض البلوش من الذين هاجروا إلى خُراسان وكرمان ينتمون إلى المذهب الشيعي. كما يوجد أقليَّات صغيرة العدد، حيث نشرت صحف هنديَّة وجود قرابة 150 عائلة بلوشيَّة تُدين بالهندوسيَّة.

## الاضطهاد
إقليم بلوشستان هو من المناطق الغنية بالموارد الطبيعية كالغاز والذهب والنفط وهو يطل على الخليج العربي وبحر عمان وبحر العرب، لكن سكانه البلوش هم الافقر والأكثر اضطهاداً في كلا البلدان إيران وباكستان،
يتعرض البلوش في إقليم بلوشستان الجزء الباكستاني إلى حرق القرى البلوشية وتهجير السكان وتخريب الممتلكات والزرع والتصفية الجسدية دون محاكمة وسرقة الاعضاء الجسدية وقد أدت تجارب الاسلحة الباكستانية في منطقة چاغي، بلوشستان إلى حالات تشوهات جسمانية بين الأطفال حديثي الولادة، اما في إيران يتعرض المعارضين البلوش وشيوخ الدين والشباب إلى الاعدامات والسجن ويتم تنفيذ عمليات الاعدامات الجماعية بالشوارع والقرى امام الاهالي لبث الخوف وعادة يتم تعليق المعدومين عبر اليات ثقيلة[بحاجة لمصدر].

## أشخاص بارزون
- آصف علي زرداري - الرئيس الحالي والحادي عشر لباكستان (من 2024 -).
- مير ظفر الله خان جمالي - رئيس وزراء باكستان الثالث عشر من 2002 حتى 2004 م.
- درويش إسماعيل البلوشي - وزير ماليَّة عُماني سابق.